# Cuijk
Cuijk est une commune néerlandaise située en province de Brabant-Septentrional. Elle se trouve sur la rive gauche de la Meuse et couvre les villages de Beers, Haps, Katwijk, Linden, Sainte-Agathe et Vianen  outre le village de Cuijk d'après lequel elle est nommée. Elle est bordée par les provinces de Gueldre et Limbourg, au nord-ouest et au nord-est respectivement. 
Au 1er juillet 2021, la commune compte 25 395 habitants, dont 18 375 dans la localité de Cuijk. Au 1er janvier 2022, la commune de Cuijk fusionnera avec Boxmeer, Sint Anthonis, Mill en Sint Hubert et Grave au sein de la nouvelle commune de Land van Cuijk.

## Histoire

### Les débuts, origine gauloise du nom
Il existe une habitation préhistorique des sites élevés sur la rive gauche de la Meuse, puis les Gaulois occupent le site et l'habitation continue à l'arrivée des Romains, qui aménagent un gué et plus tard un pont sur la Meuse.
Les Gaulois nomment le lieu Keukja (courbe) et selon la Table de Peutinger, les Romains en font Ceuclum ou Cevelum, Cevecum. Par des fouilles récentes, les sites du pont et d'un castellum romain sont localisés.
Les Romains sont restés presque quatre siècles à Ceuclum pour garder ce gué et ce pont, qui était sur le chemin qui liait Tongres et Blerick à Nimègue.  

### Le Haut Moyen Âge
L'habitation est probablement sans interruption, mais de fin IVe au Xe siècle, il n'existe aucune donnée archéologique, ni de donnée écrite.
Puisque le patron de la paroisse est saint Martin et que ce saint est très vénéré vers 800, Cuijk est probablement christianisée vers cette date. Le pouvoir religieux de Cuijk était assez étendu, de Blerick jusqu'à l'actuelle Bois-le-Duc.
Cuijk se trouvait par la division du royaume de Charlemagne dans la Lotharingie, qui tombait sous les rois et les empereurs allemands. Cuijk était un fief, appartenant au Xe siècle aux seigneurs de Malsen, l'actuel Geldermalsen.

### Pays de Cuijk

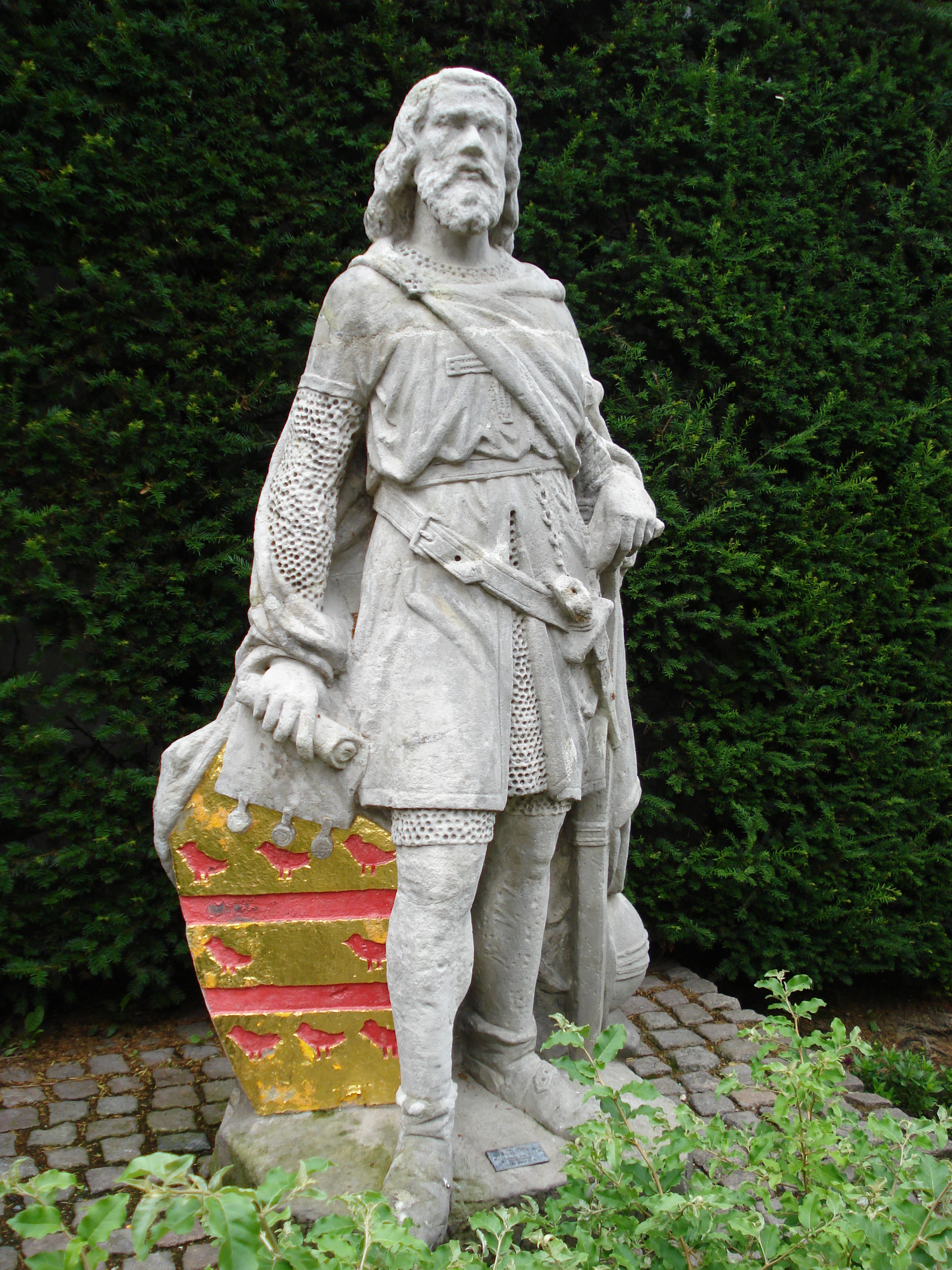
Cuijk, statue Jan I de Cuijk.

La première mention écrite est dans un acte de 1096. Le seigneur de Malsen porte alors le nom Seigneur de Kuyc et on parle du Pays de Kuyc. Le Pays de Cuijk correspondait au territoire des communes de Cuijk, Grave, Mill, Sint Anthonis et Boxmeer. La famille de Cuijk gouverne de 1096 à 1400 environ.
Pendant un conflit des seigneurs de Cuijk avec le comte de Hollande en 1133, Florent le Noir, frère de Thierry VI de Hollande, trouve la mort, lors d'une embuscade tendue par Godfried et Herman de Cuijk. L'empereur Lothaire II s'en fâche et bannit les seigneurs de Cuijk. Il ordonne le démantèlement du château de Cuijk. Après sa mort, les seigneurs de Cuijk reviennent et construisent vers 1140 un nouveau château, pas directement dans leur fief de Cuijk, mais dans leur alleu de Grave. Cuijk, devenue une ville, vend plus tard ses droits de cité à Grave et retourne au statut de village.
L'un des plus importants seigneurs de Cuijk est Jan Ier (vers 1230-1308), dont Cuijk érige une statue en l'honneur. Au XIVe siècle, le Pays de Cuijk est annexé par le Duché de Brabant et ensuite vendu à Guillaume VII de Juliers, duc de Gueldre.
Au XVe siècle, le territoire d'Oeffelt, Boxmeer et Sint Anthonis passe au Duché de Clèves et la partie restée propriété de Gueldre retourne un peu plus tard au Duché de Brabant. Au XVIe siècle, pendant la guerre de Quatre-Vingts Ans, cette partie du Pays de Cuijk tombe sous le pouvoir des États généraux des Provinces-Unies qui saisit les églises catholiques pour les donner au protestants. Cela dure jusqu'en 1795, lorsque sous la République batave, le Pays de Cuijk est placé dans la province du Brabant-Septentrional.

### La paroisse

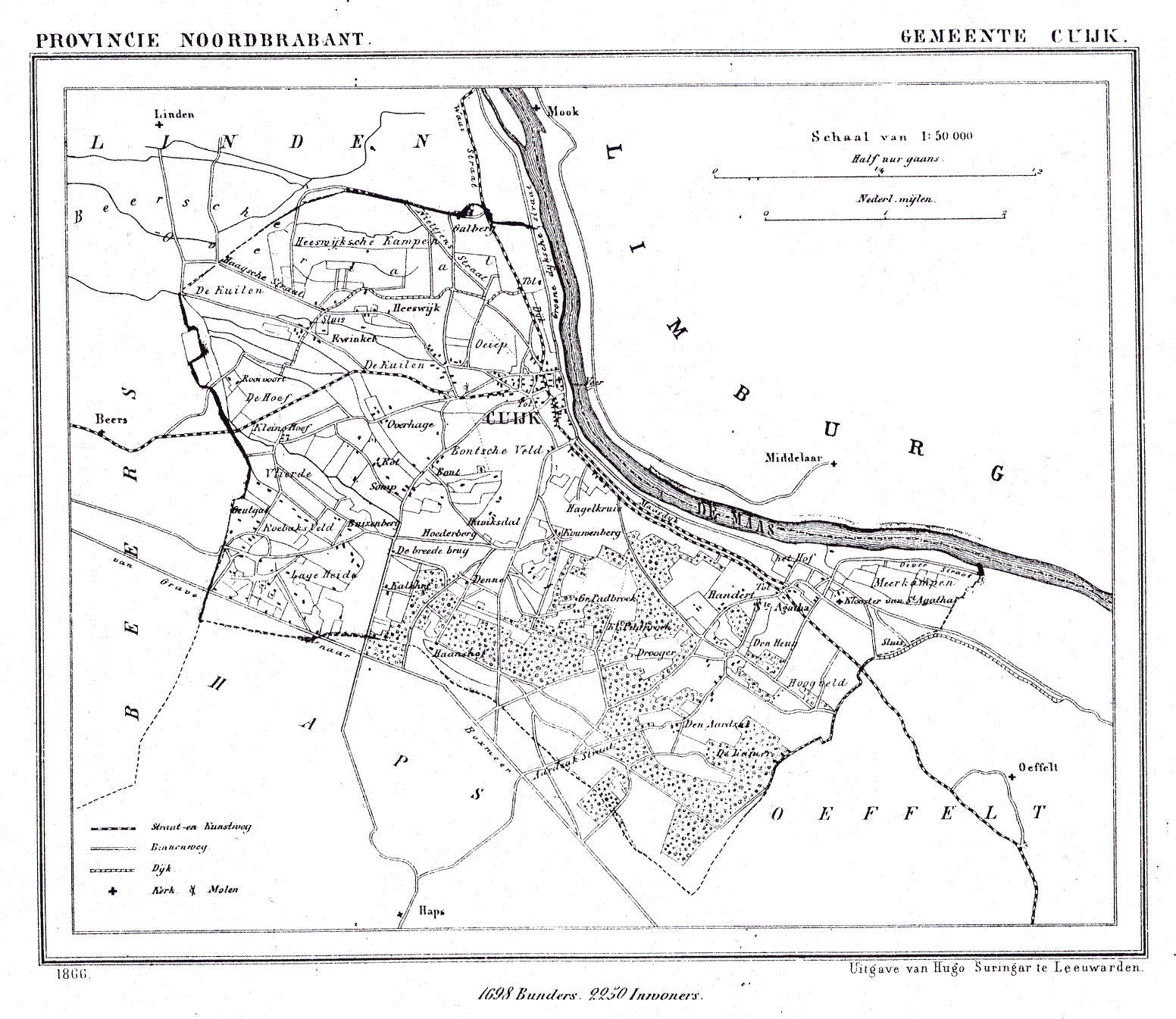
La paroisse de Cuijk et le village de Saint-Agathe, renommé pour son couvent Sainte-Agathe, en 1866, qui avaient fusionné pour former la commune de Cuijk en Sint Agatha.

Cuijk constitue assez tôt une grande paroisse, desservant plusieurs villages aux environs. L'église est consacrée à saint Martin. La guilde de Saint-Antoine-et-Saint-Martin est fondée avant 1505. Cette guilde s'occupait des pauvres de la paroisse et de la défense du village.
Après la Paix de Munster en 1648, cette église est saisie par les protestants. Les catholiques suivent donc leur culte d'abord dans une grange-église à Oeffelt, localité appartenant au Duché de Clèves, alors que plus tard on tolère une grange-église à Cuijk. Vers 1800, après la Révolution et pendant l'occupation française, on redonne l'église Saint-Martin aux catholiques. On achète en 1803 dans la région de Liège un bel orgue de 1650 du facteur d'orgues le plus fameux de la région de Liège au XVIIe siècle, Severijn (Maastricht, vers 1600, Liège 1673). L'église actuelle est construite entre 1911 et 1913. On fait transférer l'orgue et procède à la décoration de l'église, assez richement avec des vitraux et peintures. Pour les protestants, on construit vers 1809-1810 un petit temple qui existe toujours. Depuis la fin du XXe siècle, Cuijk possède aussi une mosquée turque et une mosquée marocaine.
Le village de Sainte-Agathe, appartenant à la commune de Cuijk, est connu pour son couvent Sainte-Agathe, maison-mère des chanoines réguliers de la Sainte-Croix.

### Commune
Vers 1814, à la formation des communes du jeune Royaume des Pays-Bas, Cuijk forme avec Sainte-Agathe la commune de Cuijk en Sint Agatha, qui comprend aussi le village agricole de Vianen, fondé vers 1770 pour les pauvres de la paroisse. En 1942, Katwijk et Klein-Linden se rattachent à Cuijk en Sint Agatha, tandis que Groot-Linden rejoint Beers. En 1994, les anciennes communes de Haps et de Beers (sans Gassel qui passe à la commune de Grave) sont annexées par Cuijk en Sint Agatha, qui à cette occasion prend le nom de commune de Cuijk.

## Le moulin de Cuijk

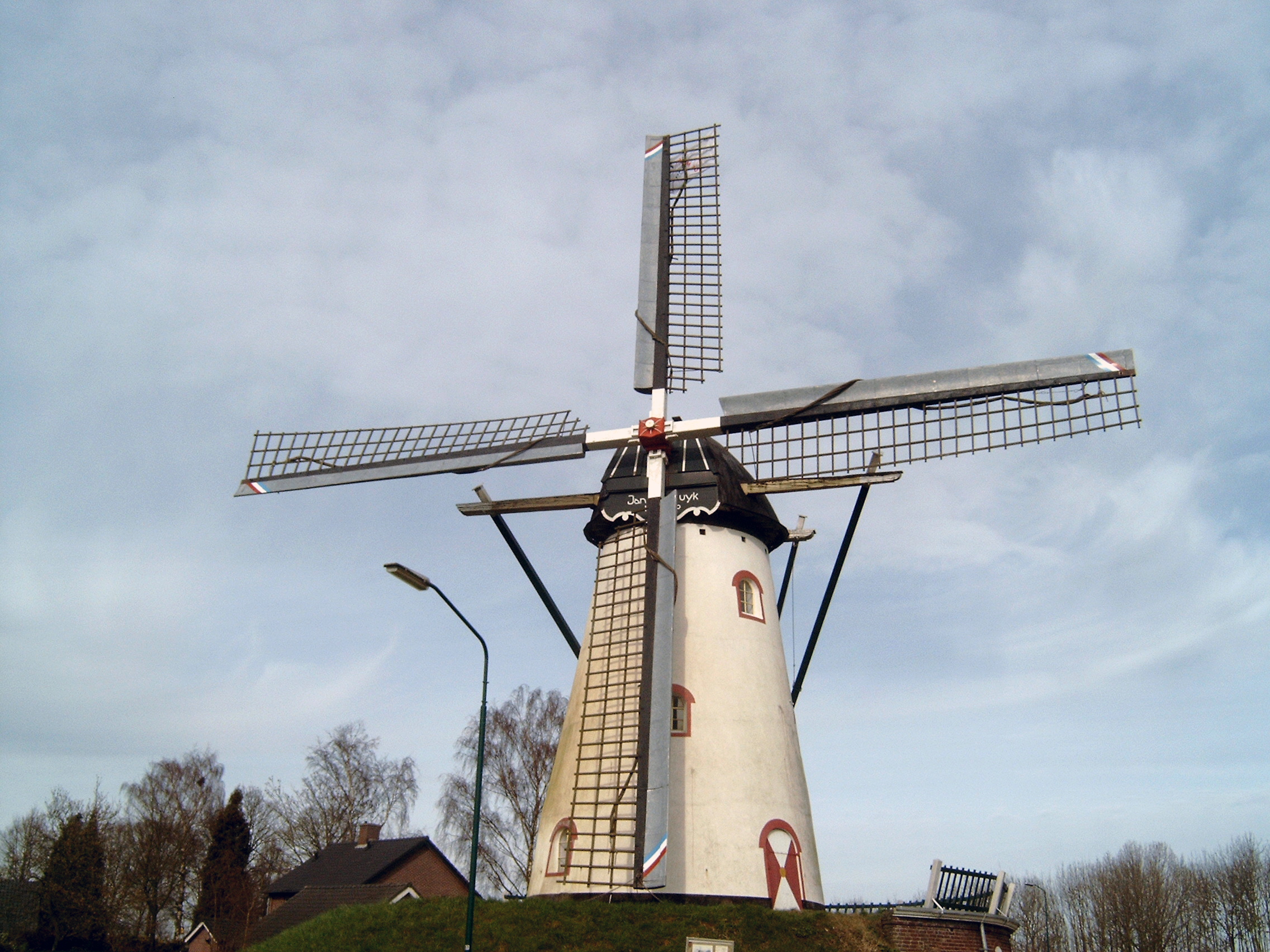
Cuijk, moulin Jan van Cuijk.

Le moulin Jan van Cuijk, classé aux monuments nationaux, est situé légèrement à l'écart du centre, juste sur le territoire du village de Sainte-Agathe. Ce moulin circulaire bâti de briques est construit en 1860 et portait alors le nom de Hagelkruidse molen. Il sert d'abord à pulvériser les écorces pour les tanneries, puis on l'utilise de façon professionnelle pour l'usage du blé jusqu'en 1973, deux ans après sa vente à la commune. Désormais, des bénévoles s'en occupent.       

## Centre régional industrialisé
Cuijk n'a que 2 188 habitants quand vers 1851 le village commence à s'industrialiser : des tanneries, du textile, du mobilier pour des églises, ainsi que des cigares, dont les plus fameux étaient les Victor Hugo. La ligne de chemin de fer de Nimègue à Venlo et Ruremonde est ouverte en 1883 et dès 1900 plusieurs nouvelles industries s'installent à Cuijk, notamment les usines de lait Sint Maarten et Lacto, dont la société Nutricia est issue.
En 1909, Cuijk est l'une des premières localités dans la région à faire installer une centrale électrique. Pourtant, en  1940, Cuijk n'avait encore qu'environ 4 600 habitants. Après 1945 et la fin de la Seconde Guerre mondiale, l'industrialisation prend son envol avec des abattoirs et d'autres fabriques. Ceci cause une forte croissance de la population, 17 000 au chef-lieu de la commune.
Plusieurs nouveaux quartiers se développent : Valuwe, Padbroek et dernièrement en date le quartier des Heeswijkse Kampen.  

## Galerie

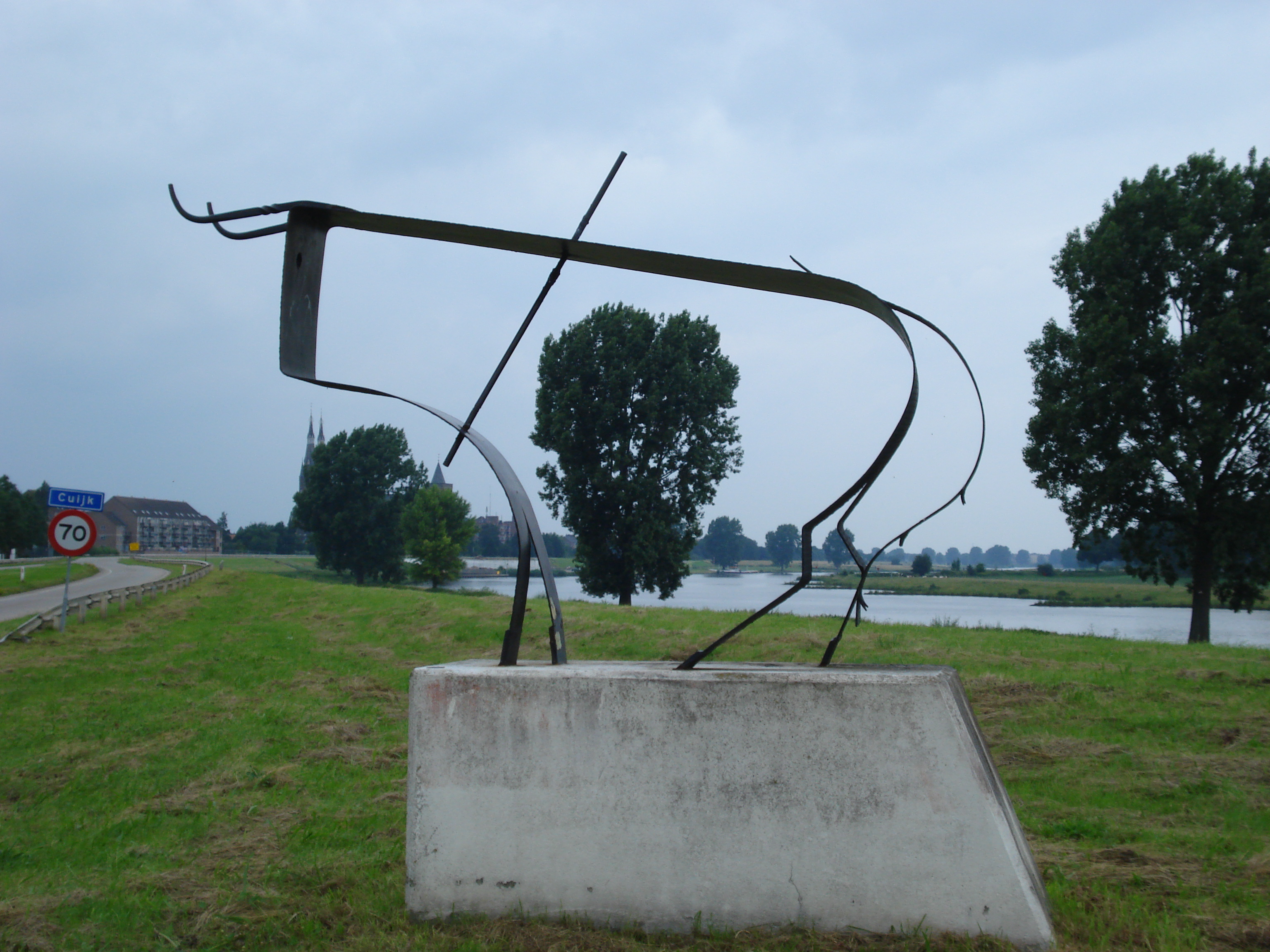
Cuijk, le taureau au bord de la Meuse, au fond l'église Saint-Martin.
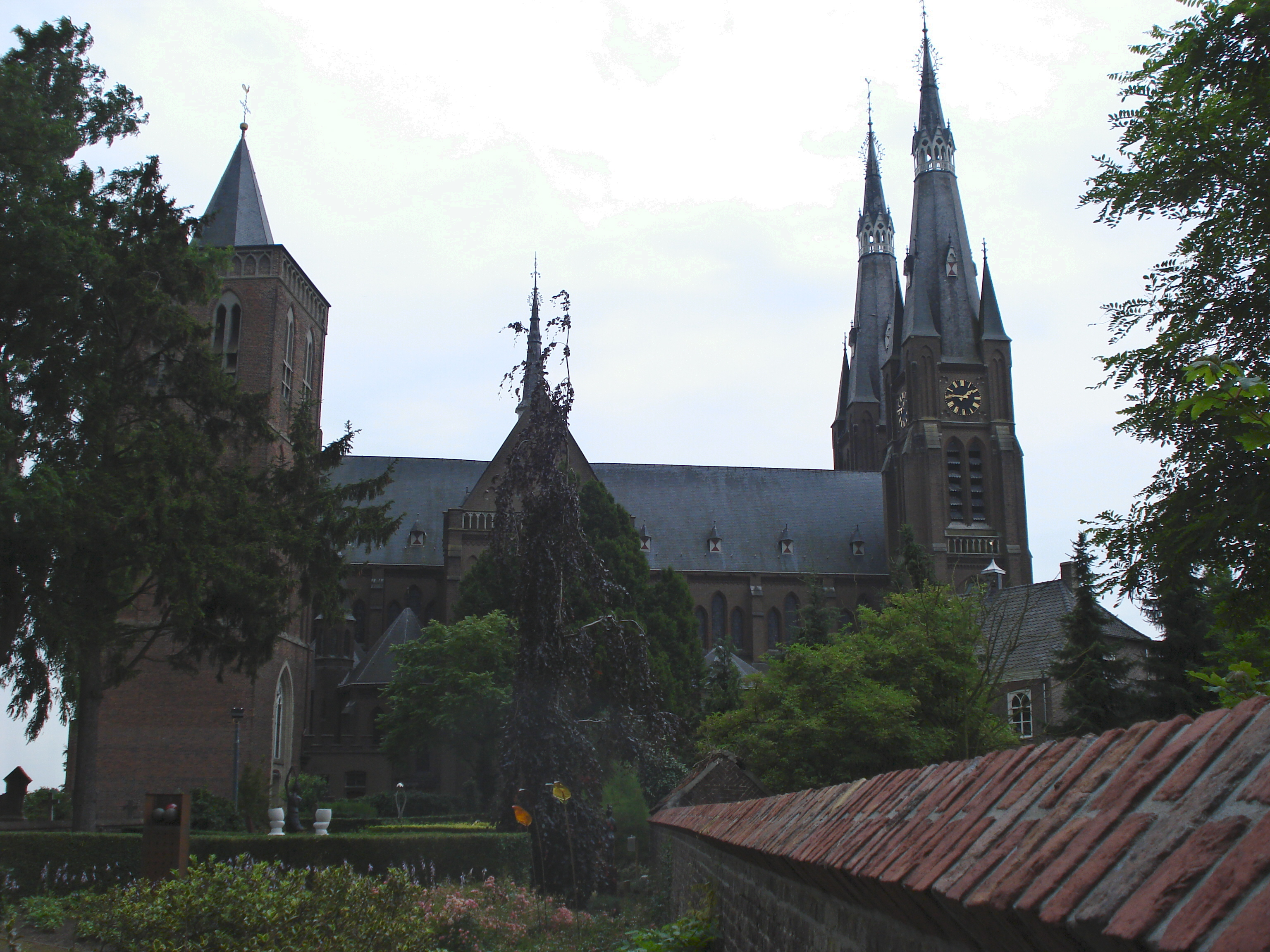
Cuijk, l'église Saint-Martin, à gauche la tour du XVe.
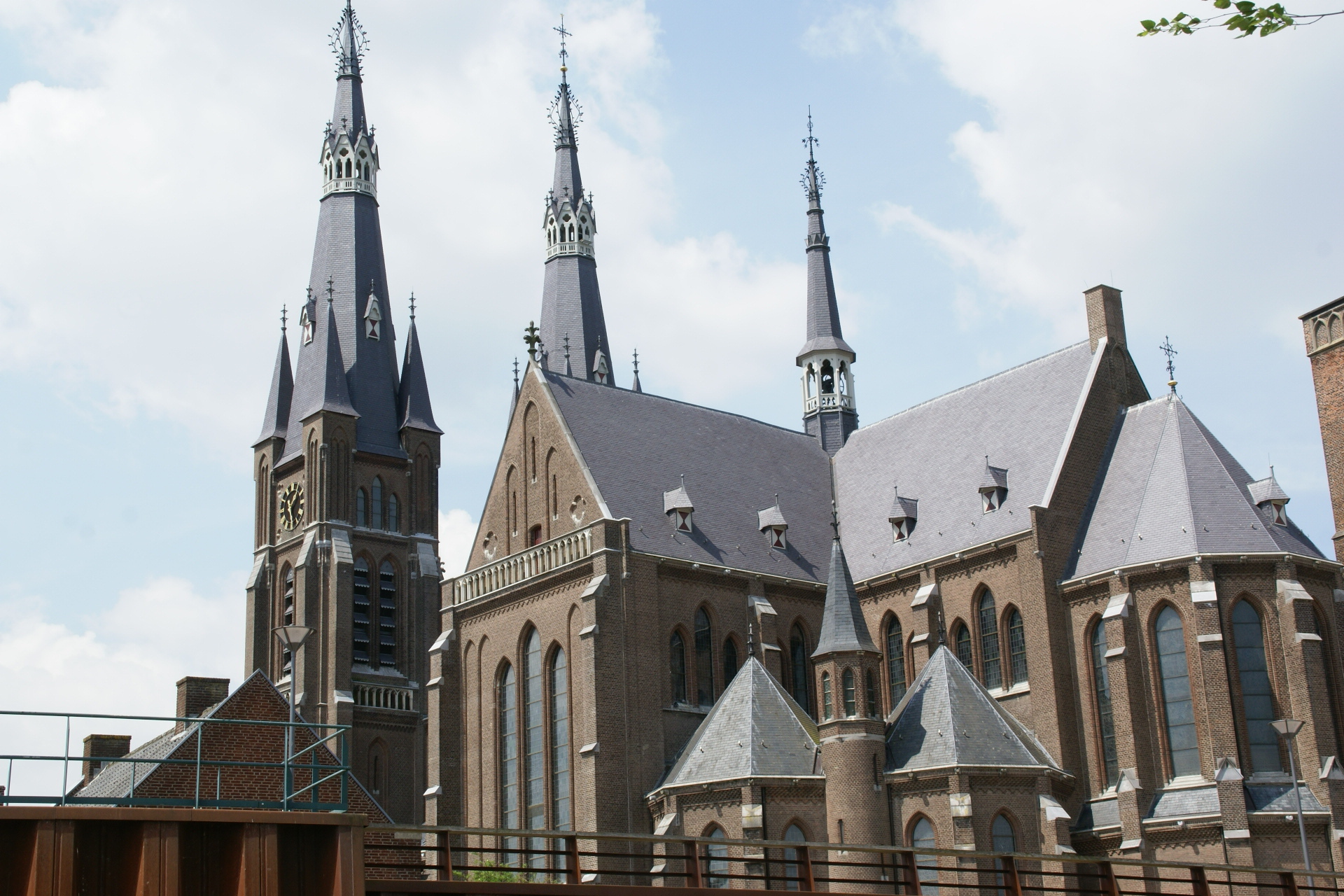
Cuijk, l'église Saint-Martin.
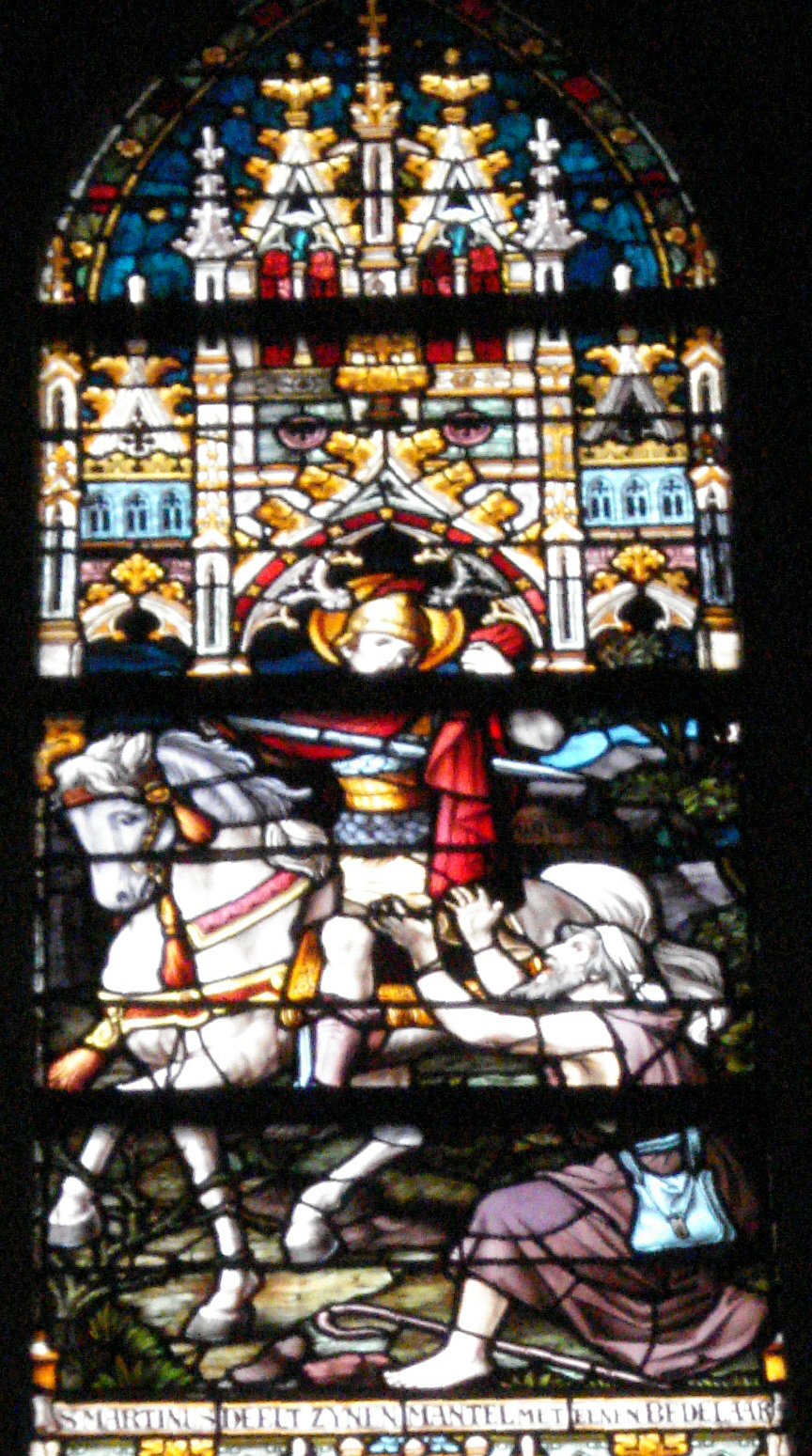
Cuijk, vitrail de la légende de saint Martin.
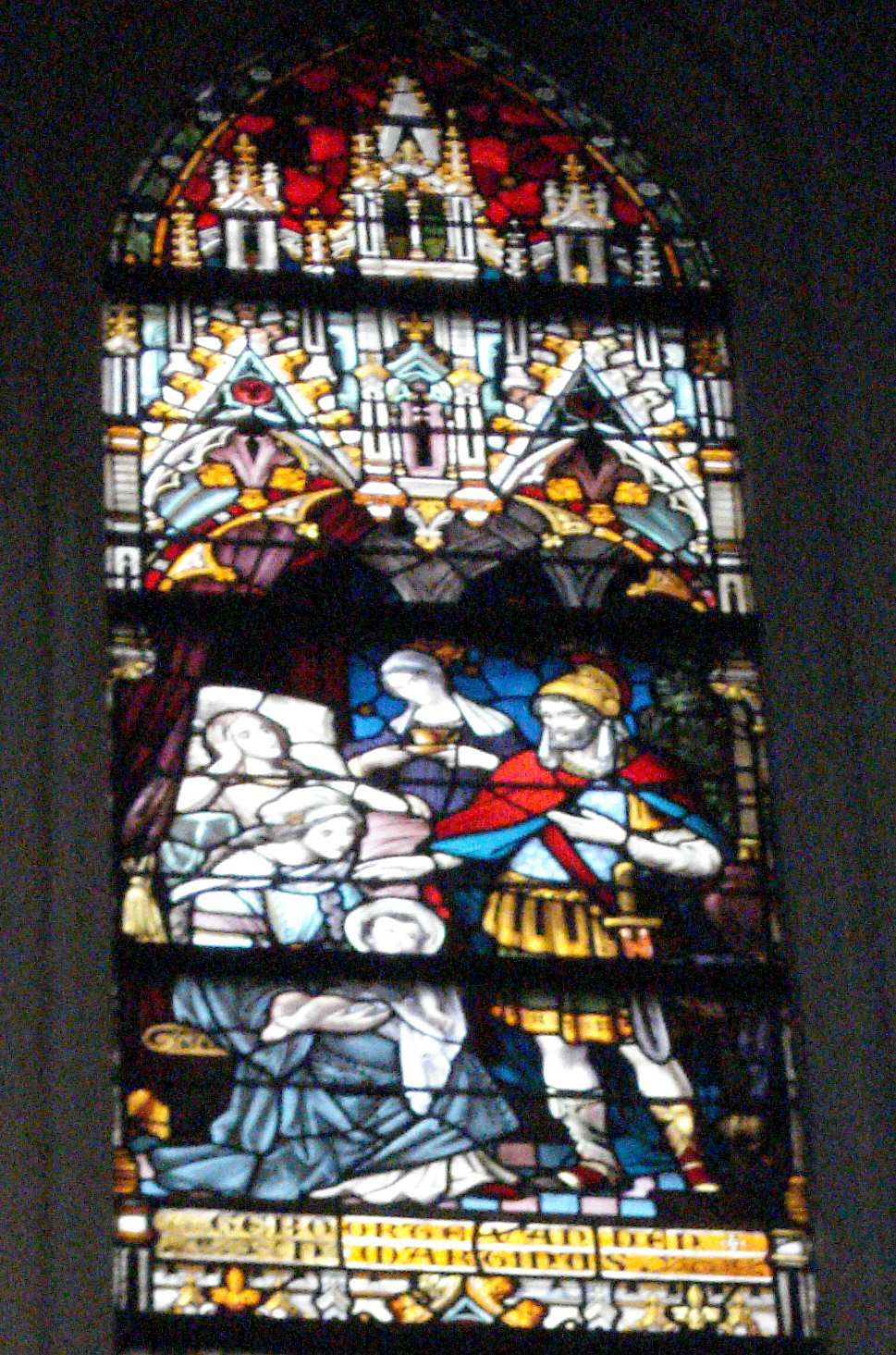
Cuijk, vitrail la naissance de saint Martin.
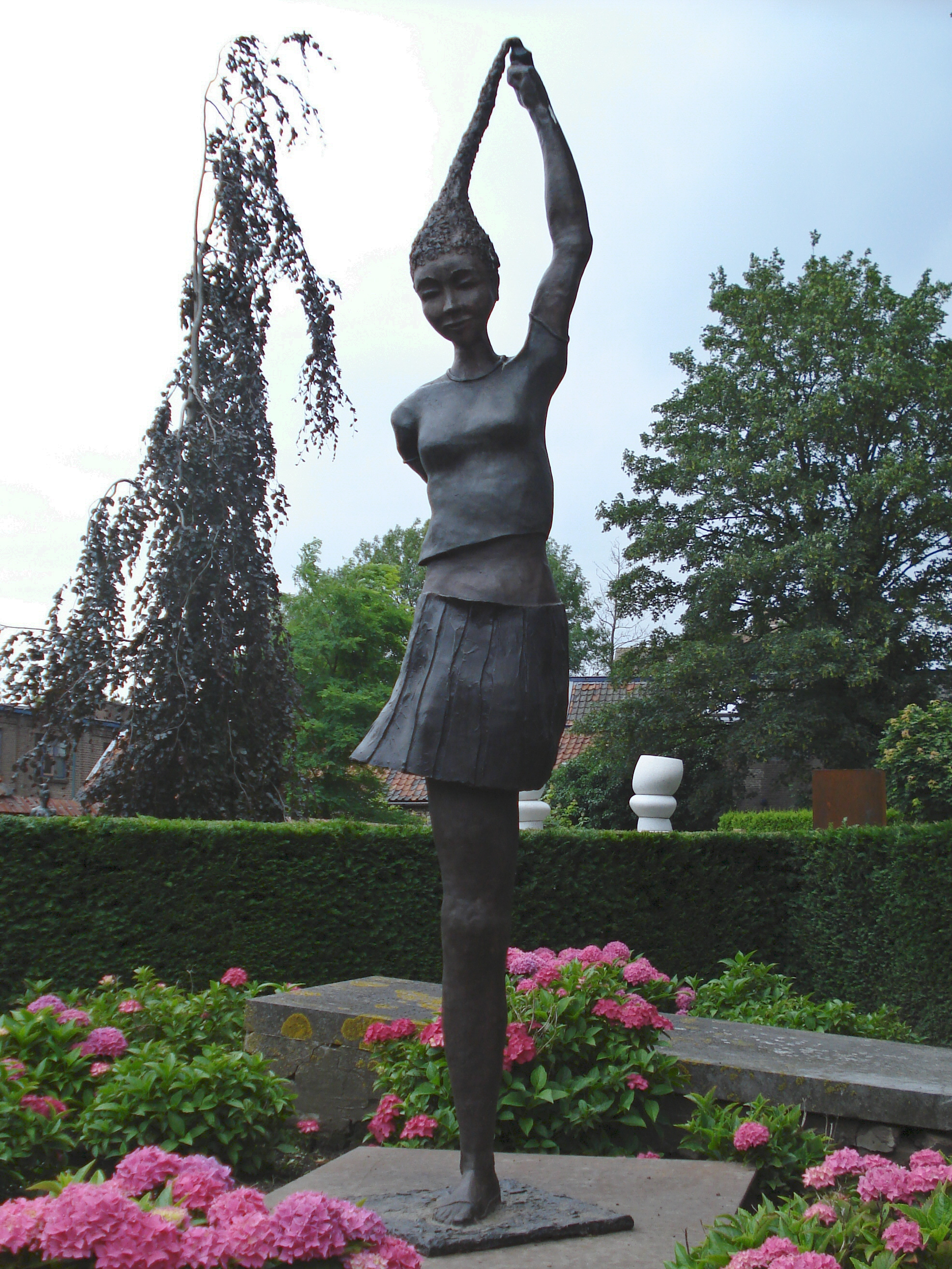
Cuijk, jardin de statues dans l'ancien cimetière protestant.
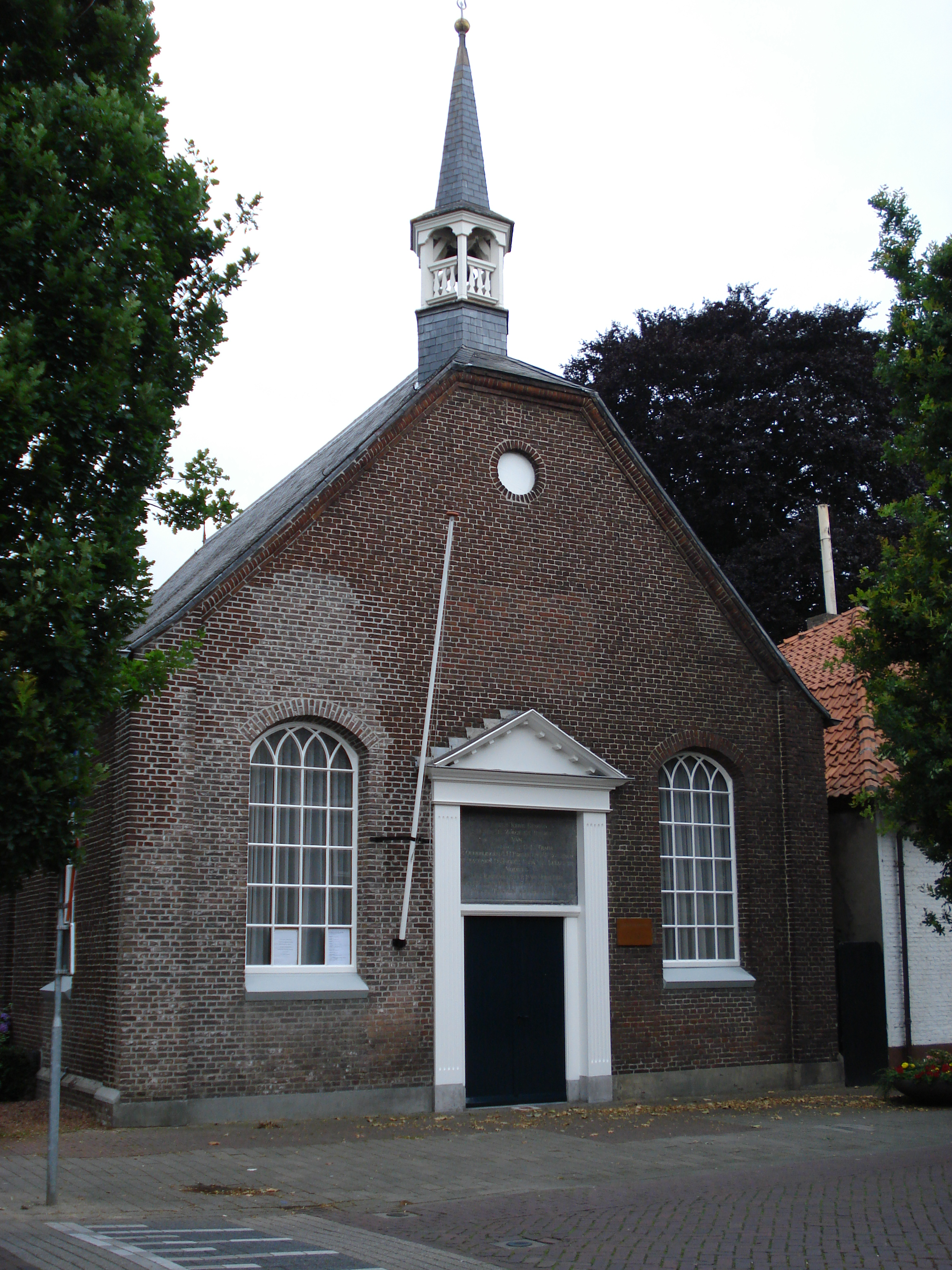
Cuijk, le temple.
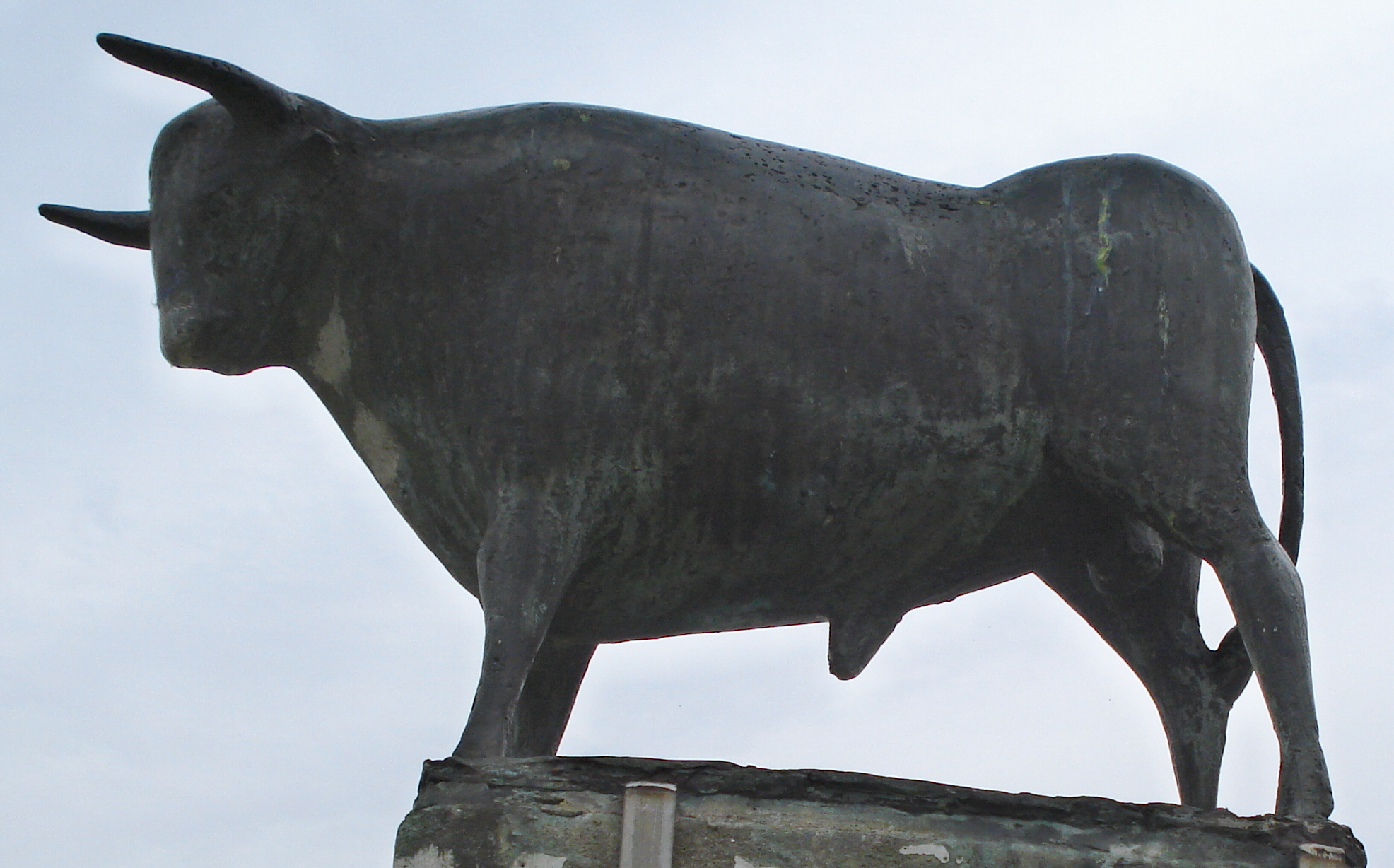
Cuijk, le taureau au quartier Valuwe.
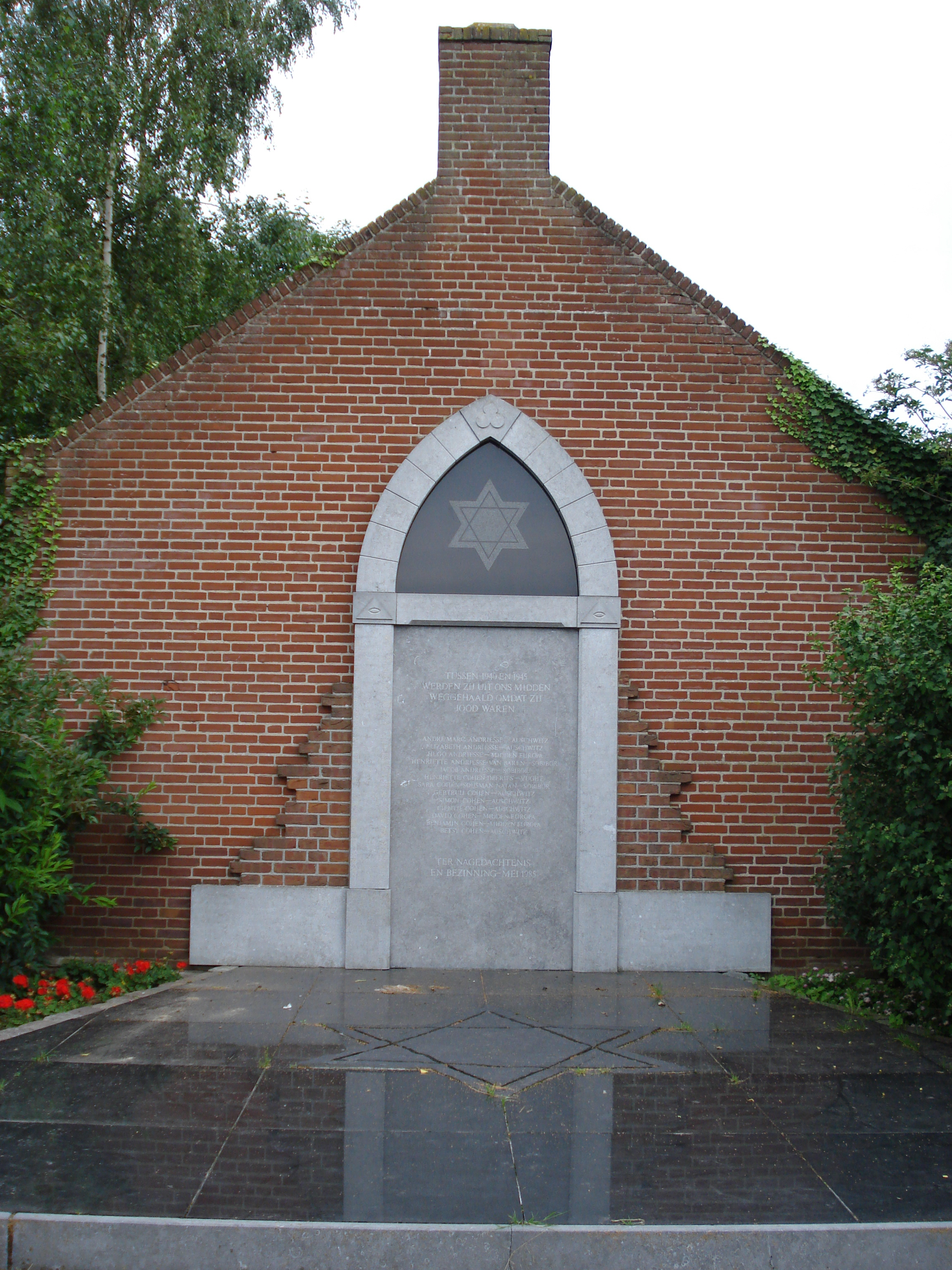
Cuijk, monument juif.
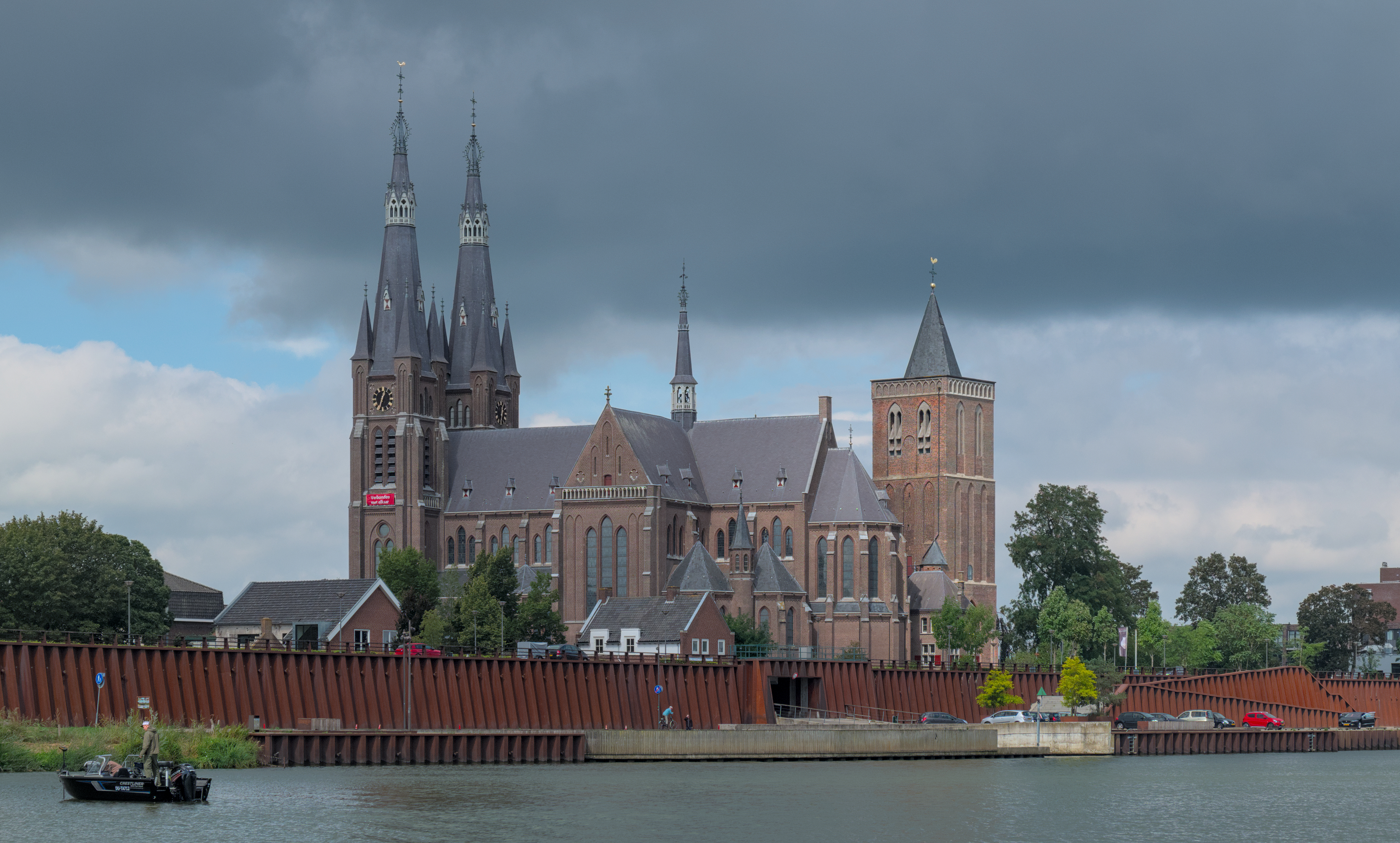
L'église Saint Martin et la Meuse.